# Göksöğüt
Göksöğüt (deutsch: Heller Weidenbaum) ist ein Dorf im Landkreis Şarkikaraağaç in der türkischen Provinz Isparta. Es liegt etwa 10 km nordwestlich von Şarkikaraağaç und 80 km nordöstlich von Isparta in einer Höhe von etwa 1200 m über dem Meeresspiegel. Viele der Bewohner sind in die großen Städte abgewandert oder nach Deutschland gegangen, um Arbeit zu finden. Göksöğüt hat etwa 1500 Einwohner und ist flächenmäßig die größte Ortschaft in der Provinz.
Die Einwohner leben hauptsächlich vom Anbau von Getreide, Mais und Linsen sowie von der Viehhaltung, der Boden ist sehr fruchtbar.
Der Ort besteht aus drei Teilen, was sich in der Anzahl der Moscheen widerspiegelt.